# Municipio de Union (condado de Holt)
El municipio de Union (en inglés: Union Township) es un municipio ubicado en el condado de Holt en el estado estadounidense de Misuri. En el año 2010 tenía una población de 410 habitantes y una densidad poblacional de 3,02 personas por km².

## Geografía
El municipio de Union se encuentra ubicado en las coordenadas 40°11′3″N 95°22′46″O / 40.18417, -95.37944. Según la Oficina del Censo de los Estados Unidos, el municipio tiene una superficie total de 135.77 km², de la cual 134,38 km² corresponden a tierra firme y (1,02 %) 1,39 km² es agua.

## Demografía
Según el censo de 2010, había 410 personas residiendo en el municipio de Union. La densidad de población era de 3,02 hab./km². De los 410 habitantes, el municipio de Union estaba compuesto por el 98,78 % blancos, el 0,49 % eran afroamericanos, el 0,24 % eran amerindios, el 0,49 % eran de otras razas. Del total de la población el 0,98 % eran hispanos o latinos de cualquier raza.